# The Listening (Little Brother)
The Listening è il primo album del gruppo hip hop statunitense Little Brother, pubblicato nel 2003.
| Recensione | Giudizio |
| ---------- | -------- |
| AllMusic   | [ 1 ]    |
| RapReviews | [ 2 ]    |
| HipHopDX   | [ 3 ]    |
| Vibe       | [ 4 ]    |

## Tracce
1. Morning (Chaundon) – 0:45 – 9th Wonder
2. Groupie, Pt. 2 (Big Pooh) – 2:58 – 9th Wonder
3. For You (Phonte, Big Pooh) – 3:03 – 9th Wonder
4. Speed (Phonte, Big Pooh) – 3:57 – 9th Wonder
5. Whatever You Say (Big Pooh, Phonte) – 5:27 – 9th Wonder
6. Make Me Hot (Phonte, Big Pooh) – 1:36 – 9th Wonder
7. The Yo-Yo (Big Pooh, Phonte) – 3:35 – 9th Wonder
8. Shorty on the Lookout (Phonte, Big Pooh, Median) – 5:24 – 9th Wonder
9. Love Joint Revisited (Phonte, Big Pooh) – 4:25 – 9th Wonder
10. So Fabulous (Phonte, Big Pooh) – 4:43 – 9th Wonder
11. The Way You Do It (Phonte, Big Pooh) – 4:32 – 9th Wonder
12. Roy Lee, Producer Extraordinaire (Phonte, 9th Wonder) – 0:58 – 9th Wonder
13. The Get-Up (Phonte, Big Pooh) – 3:17 – Eccentric
14. Away from Me (Big Pooh, Phonte) – 5:23 – 9th Wonder
15. Nobody but You (Big Pooh, Phonte, Keisha Shontelle) – 3:01 – 9th Wonder
16. Home (9th Wonder) – 2:49 – 9th Wonder
17. Nighttime Maneuvers (Phonte) – 3:03 – Eccentric
18. The Listening (Big Pooh, Phonte) – 6:07 – 9th Wonder